# Aeroportul Alberto Lleras Camargo
Aeroportul Alberto Lleras Camargo (IATA: SOX, ICAO: SKSO) este un aeroport din Departamentul Boyacá, Columbia ce deservește zona Sogamoso⁠(d). Aeroportul a fost tranzitat în 2021 de 233 de pasageri. A fost numit după Alberto Lleras Camargo⁠(d).
Situat la o altitudine de 2.486 m, aeroportul dispune de o singură pistă.